# Мелісса Міддлтон
Мелісса Міддлтон (англ. Melissa Middleton; нар. 6 червня 1982) — колишня американська тенісистка.
Найвищу одиночну позицію світового рейтингу — 225 місце досягла 13 вересня, 1999, парну — 116 місце — 25 лютого, 2002 року.
Здобула 2 парні титули.

## Фінали Туру WTA

### Парний розряд (0-1)
| Результат | Дата                               | Турнір      | Рівень   | Покриття | Партнерка   | Суперниці                  | Рахунок       |
| --------- | ---------------------------------- | ----------- | -------- | -------- | ----------- | -------------------------- | ------------- |
| Поразка   | Kroger St. Jude International 2002 | Мемфіс, США | Tier III | Тверде   | Брі Ріппнер | Суґіяма Ай Олена Татаркова | 4–6, 6–2, 0–6 |

## Фінали ITF
| Легенда         |
| --------------- |
| турніри $75,000 |
| турніри $50,000 |
| турніри $25,000 |
| турніри $10,000 |

### Парний розряд: 5 (2–3)
| Результат | Ранг | Дата           | Турнір                            | Покриття   | Партнерка        | Суперниці                                | Рахунок          |
| --------- | ---- | -------------- | --------------------------------- | ---------- | ---------------- | ---------------------------------------- | ---------------- |
| Поразка   | 1.   | 15 січня 2001  | Бока-Ратон, США                   | Тверде     | Джакелін Трейл   | Євгенія Куликовська Джолен Ватанабе      | 1–6, 0–6         |
| Поразка   | 2.   | 5 березня 2001 | Сальтільйо, Мексика               | Тверде     | Кортні Чепмен    | Кончіта Мартінес Гранадос Меліса Аревало | 6–7(3), 6–0, 1–6 |
| Перемога  | 1.   | 29 квітня 2001 | Сарасота, Сполучені Штати Америки | Ґрунт      | Нірупама Санджив | Джанет Лі Саманта Рівз                   | 6–4, 6–2         |
| Перемога  | 2.   | 27 січня 2002  | Фуллертон (Каліфорнія), США       | Тверде     | Брі Ріппнер      | Аманда Гопманс Джулія Казоні             | 2–6, 6–4, 7–5    |
| Поразка   | 3.   | 3 лютого 2002  | Рокфорд (Іллінойс), США           | Тверде (i) | Брі Ріппнер      | Аманда Гопманс Джулія Казоні             | 4–6, ret.        |